# Dendrobium teretifolium
Dendrobium teretifolium é uma orquídea epifítica ou litofítica da família Orchidaceae. Possui hastes longas e finas, folhas em forma de lápis e hastes rígidas com até doze flores brancas a creme. Cresce na floresta tropical e na floresta aberta úmida, principalmente nos distritos costeiros de Nova Gales do Sul e Queensland.

## Taxonomia
O Dendrobium teretifolium foi pela primeira vez em 1810 por Robert Brown e e publicado no Prodromus Florae Novae Hollandiae e Insulae Van Diemen. O epíteto específico (teretifolium) é derivado das palavras em latim teres, para "arredondado", e folium, o singular de "folha".:249